# Phyllonorycter laciniatae
Phyllonorycter laciniatae is een vlinder uit de familie van de mineermotten (Gracillariidae). De wetenschappelijke naam van de soort werd voor het eerst geldig gepubliceerd in 1967 door Tosio Kumata.